# Reinhold Scheltinga
Reinhold Petrowitsch van Scheltinga (russisch Роман Петрович фон Шельтинга; * 27. Julijul. / 7. August 1762greg. in St. Petersburg; † 25. Februarjul. / 9. März 1834greg. in Sveaborg) war ein russischer Kapitän der Scheltinga-Dynastie.

## Leben
Scheltinga, Sohn Oberst Pjotr Jelisarowitsch Scheltingas, kam nach häuslicher Erziehung im August 1772 in das St. Petersburger Marine-Kadettenkorps, das er 1776 als Gardemarin verließ. Darauf segelte er auf jährlichen Fahrten in die Ostsee mit.
1779 war Scheltinga auf der Fregatte Natalija, die nach England segelte und vor Terschelling Schiffbruch erlitt. Scheltinga konnte sich retten und kam auf einem Handelsschiff nach London. 1780 kehrte er nach Kronstadt zurück. 1781–1782 segelte er als Mitschman aus Kronstadt nach Livorno und zurück. 1783–1787 segelte er auf dem 47-Kanonen-Linienschiff Wladislaw und dem Transportschiff Solowki zweimal von Kronstadt nach Archangelsk. Im Mai 1785 wurde er zum Leutnant befördert.
Im Russisch-Schwedischen Krieg (1788–1790) nahm Scheltinga im Juli 1788 auf dem 66-Kanonen-Linienschiff Metscheslaw an der Schlacht bei der Insel Hogland teil, in der die schwedische Flotte unter Herzog Karl von Södermanland von der russischen Flotte unter Admiral Samuel Greigh besiegt wurde und sich nach Sveaborg zurückzog. Darauf wurde die Metscheslaw mit Scheltinga nach Kopenhagen zum Geschwader Vizeadmirals Wilhelm von Desin geschickt. Nach der Fahrt nach Glückstadt und Mandal kehrte Scheltinga nach Kronstadt zurück. 
1790 wurde Scheltinga zum Kapitänleutnant befördert und wurde Kommandant eines Loggers, den er von Kopenhagen nach Reval überführte. 1795–1797 kommandierte er den 22-Kanonen-Kater (Ruder-Segelschiff) Merkuri der Baltischen Flotte. Anschließend fuhr er auf verschiedenen Schiffen der Baltischen Flotte auf der Ostsee, nach England und nach Archangelsk. Im März 1801 wurde er zum Kapitän 2. Ranges befördert. 1804 kommandierte er das Schiff Swatoi Pjotr beim Revaler Hafen.
1805 wurde Scheltinga zum Kommandanten des 62-Kanonen-Linienschiffs Skory ernannt. Nach Beginn des Zweiten Napoleonischen Kriegs schickte die russische Regierung ein Geschwader, zu dem Scheltingas Skory gehörte, in die Adria in die Bucht von Kotor, um Montenegro und die angrenzenden Gebiete von französischen Truppen zu befreien.
Nach Beginn des Russisch-Türkischen Kriegs (1806–1812) schloss sich Scheltinga dem Geschwader der 2. Ägäis-Expedition unter Vizeadmiral Dmitri Nikolajewitsch Senjawin an. 1807 nahm Scheltinga an der Eroberung der Insel Tenedos und darauf an den Schlachten an den Dardanellen (Mai 1807) und am Athos (Juni 1807) gegen die Osmanische Flotte teil. Danach segelte Scheltinga mit weiteren russischen Schiffen nach Lissabon.
Nach dem Frieden von Tilsit im Juli 1807 und dem Beitritt der russischen Regierung zur französischen Kontinentalsperre wurden die russischen Schiffe in Lissabon durch die Royal Navy blockiert. Im Mai 1808 wurde Scheltinga zum Kapitän-Kommodore ernannt und als Angehöriger des Personals des Senjawin-Geschwaders nach Portsmouth und dann nach Riga und Kronstadt versetzt.
Im Mai 1814 wurde Scheltinga als Generalmajor Hafenkapitän von Archangelsk. Im April 1823 wurde er Militärgouverneur und Oberbefehlshaber des Hafens Sveaborg. 1827 folgte die Ernennung  zum Generalleutnant.
Scheltinga war verheiratet mit Wilhelmine (Minna) Henriette geborene Baronessa von Nettelhorst (1786–1841), mit der er zwei Söhne und vier Töchter bekam. Die Tochter Elisabeth Reinholdine (1812–1852) heiratete Jegor Fjodorowitsch Hessen und bekam die Tochter Leonida Jegorowna von Hessen verheiratete Golowatschowa, die Urgroßmutter der Fürstin Leonida Georgijewna Bagration-Muchranskaja und Ururgroßmutter „Ihrer Kaiserlichen Hoheit die Großfürstin von Rußland“ Marija Wladimirowna Romanowa ist. Scheltingas jüngstes Kind war der Kapitän Woldemar Wybrand Scheltinga.
Scheltinga wurde in Helsingfors auf dem russisch-orthodoxen Friedhof begraben wie dann auch seine Frau.

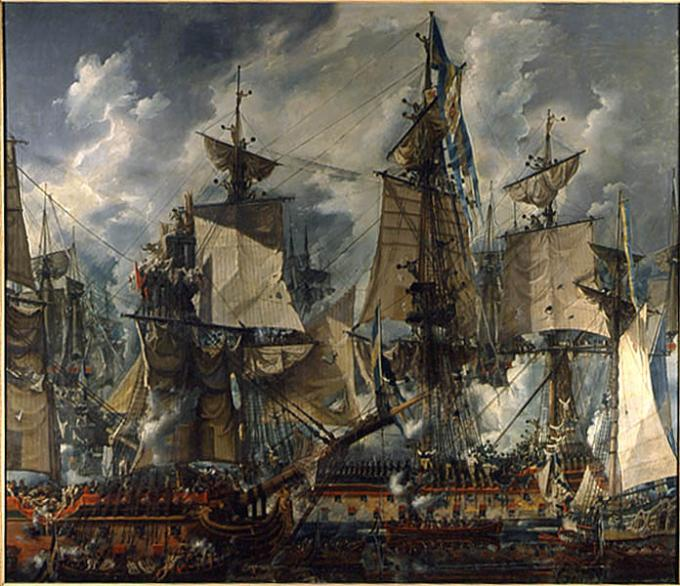
Schlacht bei Hogland (L. J. Desprez)
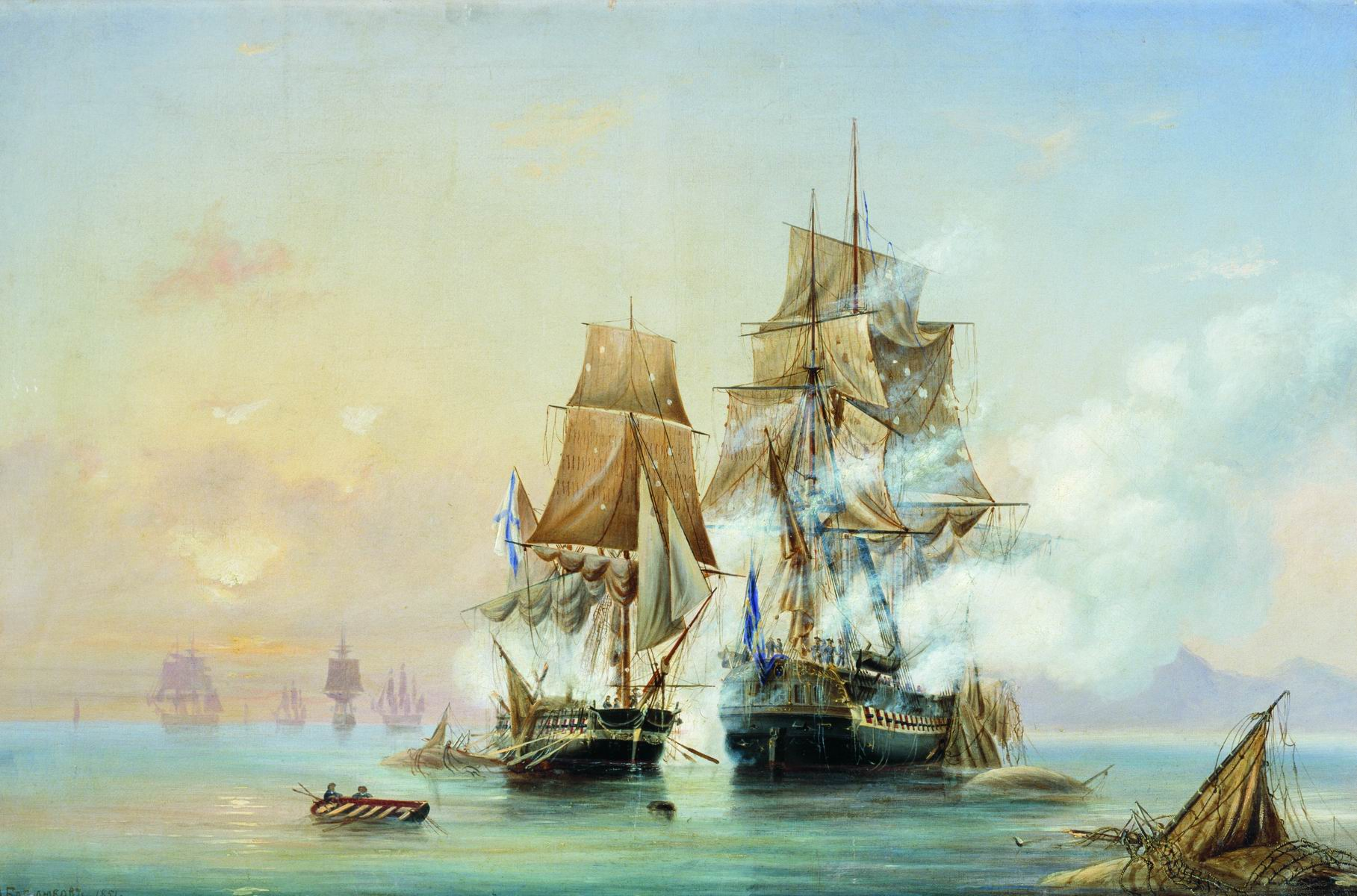
Eroberung der schwedischen 44-Kanonen-Fregatte Venus durch den russischen Kater Merkuri am 1. Juni 1789 (A. P. Bogoljubow, 1845)
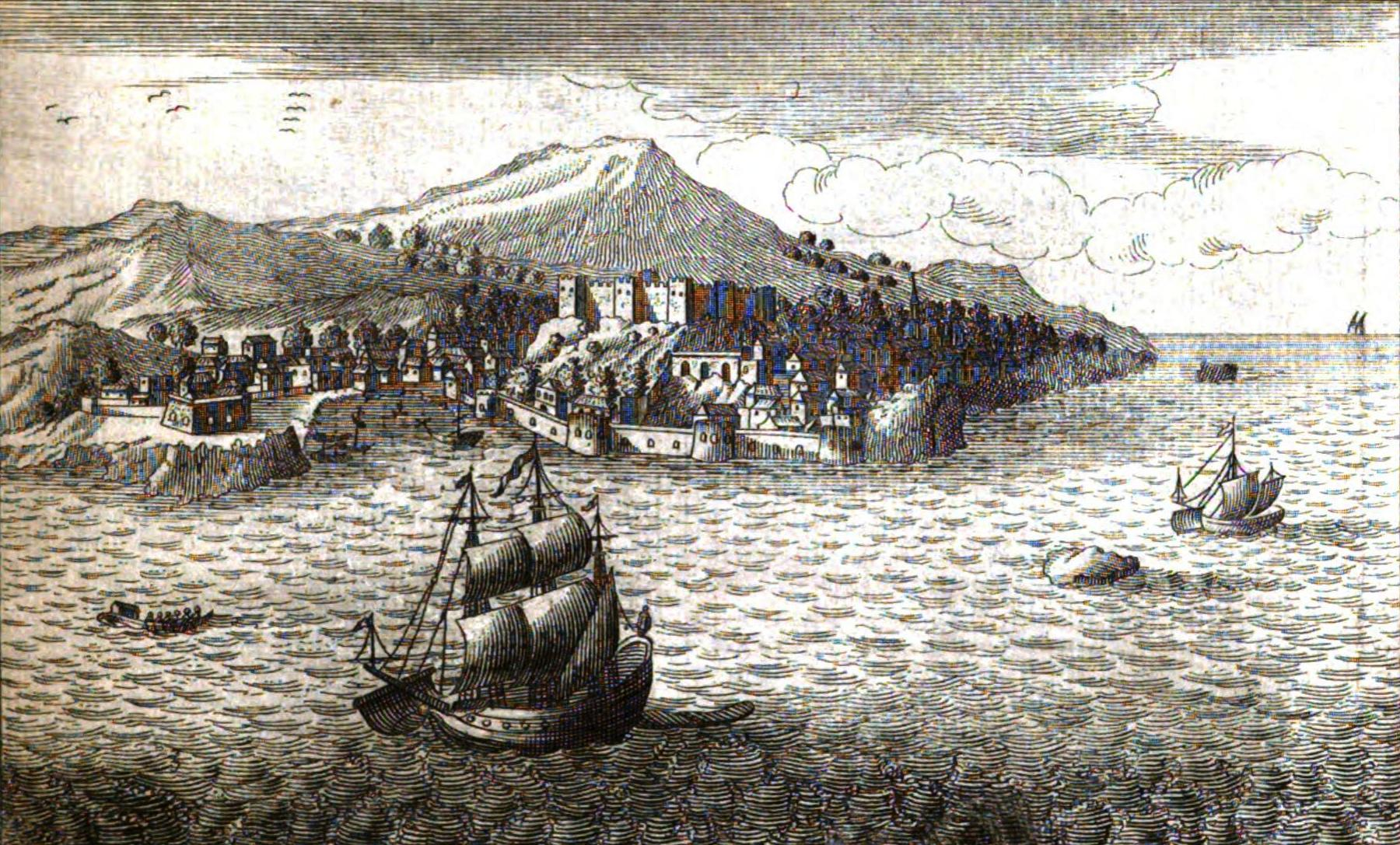
Festung Tenedos (J. P. de Tournefort, 1718)
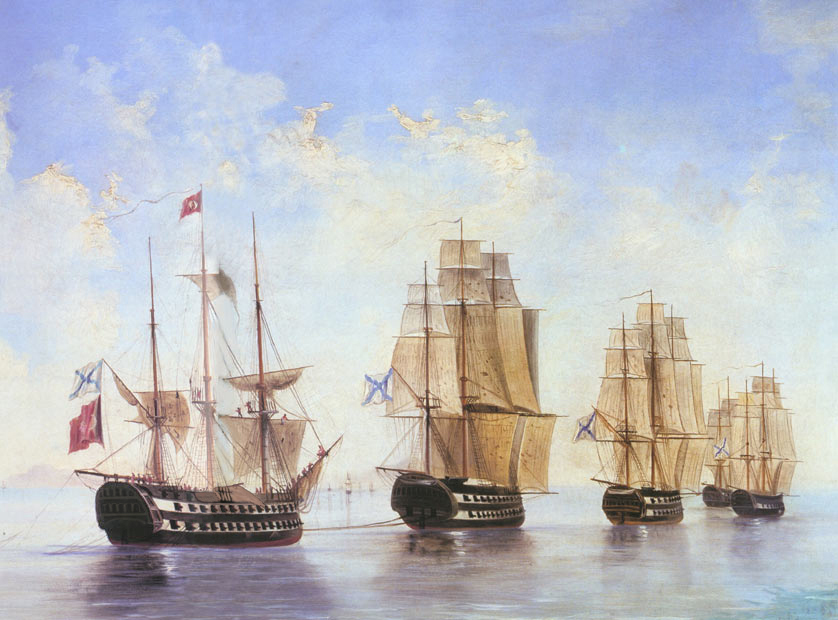
Russische Flotte nach der Schlacht bei Athos (A. P. Bogoljubow, 1896)

## Ehrungen
- Russischer Orden des Heiligen Georg IV. Klasse (1803), III. Klasse (1807), II. Klasse (1830)[2]
- Russischer Orden der Heiligen Anna I. Klasse (1819)[2]